# Quần đảo Kermadec

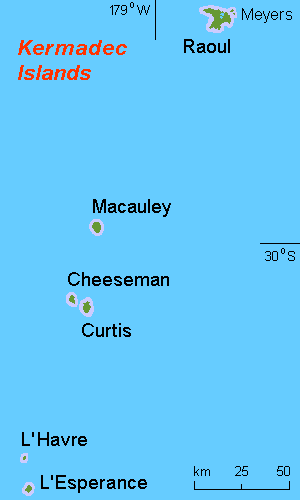
Bản đồ Quần đảo Kermadec

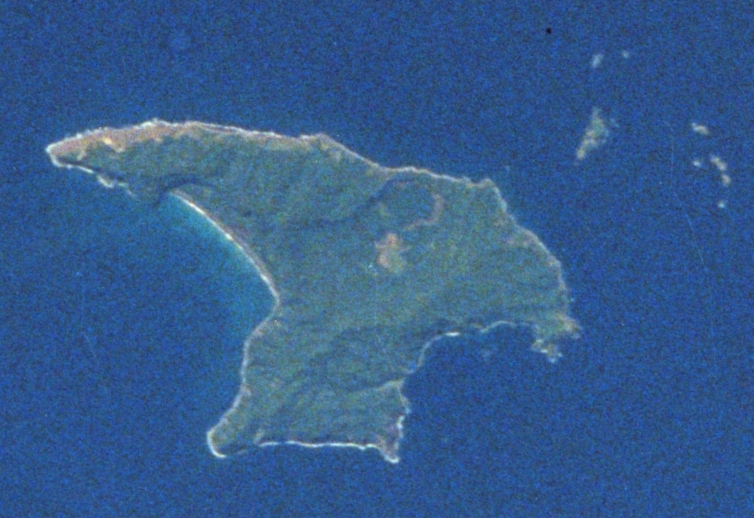
Đảo Raoul

Quần đảo Kermadec / kərmædɛk / là các hòn đảo cận nhiệt đới nằm ở Nam Thái Bình Dương, cách Đảo Bắc 800-1.000 km (500-620 mi) phía đông bắc, và cách Tonga về phía tây nam cũng với khoảng cách tương tự. Các hòn đảo là một phần lãnh thổ của New Zealand, với tổng diện tích khoảng 33 km2 (12,7 mi ²) và hiện nay không có người ở, ngoại trừ một trạm điều khiển ở Đảo Raoul, tiền đồn phía bắc của New Zealand.

## Lịch sử
Người Polynesian là những người đầu tiên đặt chân lên quần đảo Kermadec trong khoảng thế kỷ 14 (và có lẽ ngay từ khoảng thời gian trước đây, trong thế kỷ thứ 10). Những người châu Âu đầu tiên tới khu vực này là các thủy thủ của tàu Lady Penrhyn vào tháng 5 năm 1788. Họ tìm thấy các đảo trong tình trạng không có dân cư sinh sống. Quần đảo này đã được đặt tên cho một đội trưởng tới từ Breton (Pháp) có tên là Jean-Michel Huon de Kermadec đã đến thăm hòn đảo như một phần của đoàn thám hiểm dưới sự chỉ huy của thống đốc d'Entrecasteaux trong những năm 1790. Những người châu Âu đầu tiên định cư là gia đình Bell, sống trên các hòn đảo từ đầu thế kỷ 19 cho đến năm 1937 với việc săn bắt cá voi. Một trong những con gái trong gia đình Bell là Elsie K. Morton, kể lại kinh nghiệm của gia đình cô khi sinh sống tại đây trong cuốn hồi ký của mình, Crusoes of Sunday Island.
Hiện nay chỉ có đảo Raoul là có các cán bộ của trạm khí tượng. Trạm khí tượng thủy văn bao gồm các đài phát thanh và một ký túc xá cho cán bộ Cục Bảo tồn và tình nguyện viên đã được duy trì trên đảo từ năm 1937. Nó nằm trên bậc thang phía bắc của đảo Raoul, ở độ cao khoảng 50 m (160 ft), trên các vách đá của Fleetwood Bluff. Đây là tiền đồn có người ở tận cùng phía bắc của New Zealand.

## Địa lý
Các hòn đảo nằm trong 29 ° đến 31,5 ° vĩ độ Nam và 178 ° đến 179 ° kinh độ Tây, cách 800-1.000 km (500-620 mi) về phía đông bắc của Đảo Bắc, và về phía tây nam cũng với khoảng cách tương tự để tới Tonga. Các đảo trung tâm của quần đảo Kermadec nằm ở khoảng 29°16′37″N 177°55′24″T / 29,27694°N 177,92333°T. Tổng diện tích các đảo là 33.08 km2 (12.77 dặm vuông).

### Khí hậu
Khí hậu ở đây là khí hậu cận nhiệt đới, với nhiệt độ trung bình hàng tháng là 22,4 °C (72,3 °F) trong tháng 2 và 16,0 °C (60,8 °F) trong tháng 8. Lượng mưa hàng năm khoảng 1.500 mm (60 in), với lượng mưa thấp hơn từ tháng 10 đến tháng 1 năm kế tiếp.

### Các đảo
Nhóm bao gồm bốn hòn đảo chính (ba trong số đó có thể được coi là nhóm đảo, bởi vì các đảo chính tương ứng còn có các đảo nhỏ hơn gần đó) và một số đảo đá bị cô lập từ Bắc vào Nam là:
- Đảo Raoul hoặc đảo chủ nhật là đảo lớn nhất của quần đảo. Nó nằm ở 29°16′0″N 177°55′10″T / 29,26667°N 177,91944°T, 900 km (560 dặm) về phía nam-tây nam của đảo 'Ata (hòn đảo cực nam của Tonga) và 1.100 km (680 dặm) về phía đông bắc của New Zealand. Đảo Raoul có diện tích 29,38 km2 (11.34 dặm vuông) với nhiều hòn đảo vệ tinh nhỏ hơn, Moumoukai là điểm cao nhất trên đảo với độ cao 516 m (1.693 ft).
- Đảo Macauley là đảo lớn thứ hai, nằm ở 30°14′N 178°26′T / 30,233°N 178,433°T, 110 km (68 dặm) về phía đông nam của đảo Raoul, Đỉnh Haszard với độ cao 238 m (781 ft) là điểm cao nhất trên đảo. Hòn đảo diện tích 3,06 km2 (1.18 sq mi) với Đảo Haszard gần đó.
  - Macdonald Rock cách khoảng 4 km (2,5 dặm) về phía bắc của đảo Macauley ở 30°11′N 178°26′T / 30,183°N 178,433°T.[1]
- Đảo Curtis là đảo lớn thứ ba, nằm ở 30°32′32″N 178°33′39″T / 30,54222°N 178,56083°T, 35 km (22 dặm) về phía đông nam của đảo Macauley, điểm cao nhất trên đảo có chiều cao 137 m (449 ft). Diện tích của đảo là 0,59 km2 (0,23 sq mi) và gần nhất là đảo Cheeseman.
- Đảo Nugent là hòn đảo ở cực bắc. Nó nằm ở 29°13′54″N 177°52′9″T / 29,23167°N 177,86917°T. Nó là hòn đảo dài khoảng 100 m.
- Đảo đá Esperance, là một đảo đá trước đây là French Rock, cách 80 km (50 dặm) về phía đông nam của đảo Curtis ở 31 ° 26'S 178 ° 54'W, 250 m (820 ft), đường kính 0,05 km2 (0,019 sq mi), và điểm cao nhất trên đảo là 70 m (230 ft).
  - L'Havre Rock, cách khoảng 8 km (5,0 dặm) về phía bắc-tây bắc của đảo đá Esperance gần 31°21′N 178°59′T / 31,35°N 178,983°T là đảo ngập nước, hầu như chỉ hiện lên trên mặt nước khi triều xuống thấp.
- Núi ngầm phía bắc và phía nam của quần đảo Kermadec là một phần mở rộng của sườn núi chạy từ Tonga tới New Zealand.